# Terminator (série de films)
Pour les articles homonymes, voir Terminator (homonymie).
 Pour plus de détails, voir Fiche technique et Distribution
Terminator est une série de six films américains de science-fiction dont le premier, Terminator réalisé par James Cameron, est sorti en 1984.

## Chronologie
La chronologie est remise en cause par le 6e film, Terminator: Dark Fate, dont l'intrigue se déroule juste après le second film et ignore ainsi celles de Terminator 3 : Le Soulèvement des machines et Terminator Renaissance.
Terminator Genisys est un film à part qui présente une nouvelle chronologie dans laquelle le Jugement dernier a lieu en 2017 et non en 1997.

## Présentation

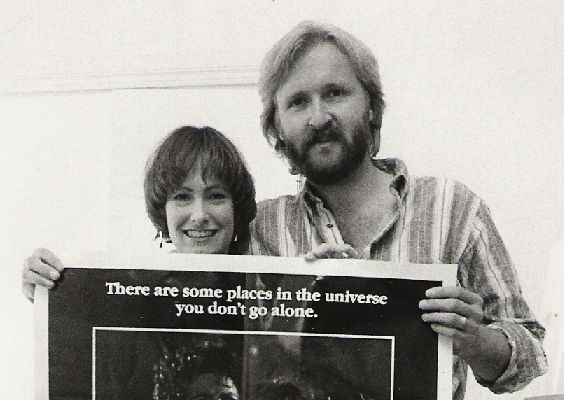
James Cameron et Gale Anne Hurd ont écrit le scénario du premier film.

Initiée par James Cameron, elle comprend à ce jour six films :
1. Terminator de James Cameron, sorti en 1984
2. Terminator 2 : Le Jugement dernier de James Cameron, sorti en 1991
3. Terminator 3 : Le Soulèvement des machines de Jonathan Mostow, sorti en 2003
4. Terminator Renaissance de McG, sorti en 2009
5. Terminator Genisys d'Alan Taylor, sorti en 2015
6. Terminator: Dark Fate de Tim Miller, sorti en 2019

La franchise a connu également une série télévisée, Terminator : Les Chroniques de Sarah Connor, dont les événements se déroulent après Terminator 2 : Le Jugement dernier. Elle a été diffusée de 2008 à 2009. Une série d'animation américano-japonaise, Terminator Zero, est prévue en 2024.

## Fiche technique
|                            | Terminator (1984)                               | Terminator 2 : Le Jugement dernier (1991)                                                | Terminator 3 : Le Soulèvement des machines (2003)               | Terminator Renaissance (2009)                   | Terminator Genisys (2015)                       | Terminator: Dark Fate (2019)                    |
| -------------------------- | ----------------------------------------------- | ---------------------------------------------------------------------------------------- | --------------------------------------------------------------- | ----------------------------------------------- | ----------------------------------------------- | ----------------------------------------------- |
| Titre québécois            | Terminator                                      | Terminator 2 : Le Jugement dernier                                                       | Terminator 3 : La Guerre des machines                           | Terminator Rédemption                           | Terminator Genisys                              | Terminator : Sombre destin                      |
| Titre original             | The Terminator                                  | Terminator 2: Judgment Day (ou T2)                                                       | Terminator 3: Rise of the Machines                              | Terminator Salvation                            | Terminator: Genisys                             | Terminator: Dark Fate                           |
| Réalisateurs               | James Cameron                                   | James Cameron                                                                            | Jonathan Mostow                                                 | McG                                             | Alan Taylor                                     | Tim Miller                                      |
| Scénaristes                | James Cameron                                   | James Cameron                                                                            | John D. Brancato                                                | John D. Brancato                                | Laeta Kalogridis                                | Billy Ray                                       |
| Scénaristes                | Gale Anne Hurd                                  | William Wisher Jr.                                                                       | Michael Ferris                                                  | Michael Ferris                                  | Patrick Lussier                                 | David S. Goyer                                  |
| Scénaristes                |                                                 |                                                                                          |                                                                 |                                                 | Justin Rhodes                                   |                                                 |
| Scénaristes                |                                                 |                                                                                          |                                                                 |                                                 | Josh Friedman                                   |                                                 |
| Monteurs                   | Mark Goldblatt                                  | Mark Goldblatt                                                                           | Nicolas De Toth                                                 |                                                 | Roger Barton                                    | Julian Clark                                    |
| Monteurs                   |                                                 | Conrad Buff IV                                                                           |                                                                 | Conrad Buff IV                                  |                                                 | NC                                              |
| Monteurs                   |                                                 | Richard A. Harris                                                                        | Neil Travis                                                     |                                                 |                                                 | NC                                              |
| Producteur(s)              | Gale Anne Hurd                                  | Gale Anne Hurd                                                                           | Gale Anne Hurd                                                  | Victor Kubicek                                  | Robert W. Cort                                  | James Cameron                                   |
| Producteur(s)              | John Daly                                       | James Cameron                                                                            | Andrew G. Vajna                                                 | Andrew G. Vajna                                 | David Ellison                                   | David Ellison                                   |
| Producteur(s)              | Derek Gibson                                    | Stephanie Austin (co)                                                                    | Hal Lieberman                                                   | Jeffrey Silver                                  | Megan Ellison                                   |                                                 |
| Producteur(s)              |                                                 | Mario Kassar                                                                             | Mario Kassar                                                    | Mario Kassar                                    | Dana Goldberg                                   | Dana Goldberg                                   |
| Producteur(s)              |                                                 | B.J. Rack (co)                                                                           | Joel B. Michaels                                                | Joel B. Michaels                                | Paul Schwake                                    |                                                 |
| Musique                    | Brad Fiedel                                     | Brad Fiedel                                                                              | Marco Beltrami                                                  | Danny Elfman                                    | Lorne Balfe                                     | Junkie XL                                       |
| Photographie               | Adam Greenberg                                  | Adam Greenberg                                                                           | Don Burgess                                                     | Shane Hurlbut                                   | Kramer Morgenthau                               | Ken Seng                                        |
| Sociétés de production     | Hemdale Film                                    | Carolco Pictures                                                                         | C-2 Pictures                                                    | The Halcyon Company                             | Paramount Pictures                              | Paramount Pictures                              |
| Sociétés de production     | Pacific Western                                 | Pacific Western                                                                          | Mostow/Lieberman Productions                                    | Wonderland Sound and Vision                     | Skydance Productions                            | Skydance Productions                            |
| Sociétés de production     | Euro Film Funding                               | Lightstorm Entertainment                                                                 | Intermedia Films                                                |                                                 |                                                 | Lightstorm Entertainment                        |
| Sociétés de production     | Cinema 84                                       | Canal+                                                                                   | IMF Internationale Medien und Film GmbH & Co. 3. Produktions KG |                                                 |                                                 | Tencent Pictures                                |
| Sociétés de production     | T2 Productions (non créditée)                   |                                                                                          |                                                                 |                                                 |                                                 |                                                 |
| Distributeur États-Unis    | Orion Pictures                                  | TriStar Pictures                                                                         | Warner Bros.                                                    | Warner Bros.                                    | Paramount Pictures                              | Paramount Pictures                              |
| Distributeur France        | 20th Century Fox                                | Canal+/Columbia TriStar                                                                  | Columbia TriStar Films                                          | Sony Pictures Releasing France                  | Paramount Pictures                              | 20th Century Fox                                |
| Budget                     | 6 400 000 $                                     | 102 000 000 $                                                                            | 175 000 000 $                                                   | 200 000 000 $                                   | 170 000 000 $                                   | 185 000 000 $                                   |
| Pays d'origine             | États-Unis                                      | États-Unis                                                                               | États-Unis                                                      | États-Unis                                      | États-Unis                                      | États-Unis                                      |
| Pays d'origine             | Royaume-Uni                                     |                                                                                          | Royaume-Uni                                                     | Royaume-Uni                                     |                                                 | Chine                                           |
| Pays d'origine             |                                                 | France                                                                                   | Allemagne                                                       | Allemagne                                       |                                                 |                                                 |
| Pays d'origine             |                                                 |                                                                                          | Italie                                                          |                                                 |                                                 |                                                 |
| Genres                     | Science-fiction, action, thriller, anticipation | Science-fiction, action, thriller, anticipation                                          | Science-fiction, action, thriller, anticipation                 | Science-fiction, action, thriller, anticipation | Science-fiction, action, thriller, anticipation | Science-fiction, action, thriller, anticipation |
| Durée                      | 107 minutes                                     | 137 minutes (director's cut : 152 minutes / version director's cut longue : 154 minutes) | 109 minutes                                                     | 115 minutes (director's cut : 118 minutes)      | 119 minutes                                     | 129 minutes                                     |
| Dates de sortie États-Unis | 26 octobre 1984                                 | 3 juillet 1991                                                                           | 2 juillet 2003                                                  | 21 mai 2009                                     | 1er juillet 2015                                | 1er novembre 2019                               |
| Dates de sortie France     | 24 avril 1985                                   | 16 octobre 1991                                                                          | 6 août 2003                                                     | 3 juin 2009                                     | 1er juillet 2015                                | 23 octobre 2019                                 |

## Distribution
| Personnages            | Films                           | Films                                     | Films                                             | Films                                    | Films                              | Films                        |  |
| Personnages            | Terminator (1984)               | Terminator 2 : Le Jugement dernier (1991) | Terminator 3 : Le Soulèvement des machines (2003) | Terminator Renaissance (2009)            | Terminator Genisys (2015)          | Terminator: Dark Fate (2019) |  |
| ---------------------- | ------------------------------- | ----------------------------------------- | ------------------------------------------------- | ---------------------------------------- | ---------------------------------- | ---------------------------- |  |
| Terminator (T-800)     | Arnold Schwarzenegger           | Arnold Schwarzenegger                     | Arnold Schwarzenegger                             |                                          | Arnold Schwarzenegger              | Arnold Schwarzenegger        |  |
| Terminator (T-800)     |                                 |                                           |                                                   | Roland Kickinger                         | Brett Azar                         | Brett Azar                   |  |
| Sarah Connor           | Linda Hamilton                  | Linda Hamilton                            |                                                   | Linda Hamilton (photo et voix seulement) | Emilia Clarke                      | Linda Hamilton               |  |
| John Connor            |                                 | Edward Furlong                            | Nick Stahl                                        | Christian Bale                           | Jason Clarke                       | Jude Collie (jeune)          |  |
| John Connor            | Michael Edwards (dans le futur) |                                           | Nick Stahl                                        | Christian Bale                           | Jason Clarke                       | Jude Collie (jeune)          |  |
| Kyle Reese             | Michael Biehn                   | Michael Biehn (scène coupée au montage)   |                                                   | Anton Yelchin                            | Jai Courtney Bryant Prince (jeune) |                              |  |
| T-1000                 |                                 | Robert Patrick                            |                                                   |                                          | Byung-Hun Lee                      |                              |  |
| T-X                    |                                 |                                           | Kristanna Loken                                   |                                          |                                    |                              |  |
| Dr Peter Silberman     | Earl Boen                       | Earl Boen                                 | Earl Boen                                         |                                          |                                    | Earl Boen (images archives)  |  |
| Miles Dyson            |                                 | Joe Morton                                |                                                   |                                          | Courtney B. Vance                  |                              |  |
| Danny Dyson            |                                 | DeVaughn Nixon                            |                                                   |                                          | Dayo Okeniyi                       |                              |  |
| Katherine Brewster     |                                 |                                           | Claire Danes                                      | Bryce Dallas Howard                      |                                    |                              |  |
| Marcus Wright          |                                 |                                           |                                                   | Sam Worthington                          |                                    |                              |  |
| Grace                  |                                 |                                           |                                                   |                                          |                                    | Mackenzie Davis              |  |
| Daniela « Dani » Ramos |                                 |                                           |                                                   |                                          |                                    | Natalia Reyes                |  |
| Rev-9                  |                                 |                                           |                                                   |                                          |                                    | Gabriel Luna                 |  |

## Accueil

### Critique
| Film                   | Rotten Tomatoes         | Metacritic           | Internet Movie Database | Allociné             |
| ---------------------- | ----------------------- | -------------------- | ----------------------- | -------------------- |
| Terminator             | 100 % (62 commentaires) | 84 (21 commentaires) | 8.0⁄10 (769 744 votes)  | 4⁄5 (5 critiques)    |
| Terminator 2           | 93 % (81 commentaires)  | 75 (22 commentaires) | 8.5⁄10 (957 098 votes)  | 3,8⁄5 (5 critiques)  |
| Terminator 3           | 69 % (204 commentaires) | 66 (41 commentaires) | 6.3⁄10 (366 590 votes)  | 3⁄5 (10 critiques)   |
| Terminator Renaissance | 33 % (278 commentaires) | 49 (46 commentaires) | 6.5⁄10 (334 817 votes)  | 2,7⁄5 (19 critiques) |
| Terminator Genisys     | 27 % (260 commentaires) | 38 (41 commentaires) | 6.4⁄10 (250 431 votes)  | 2,4⁄5 (28 critiques) |
| Terminator: Dark Fate  | 70 % (324 commentaires) | 54 (51 commentaires) | 6,3⁄10 (114 689 votes)  | 3,0⁄5 (30 critiques) |

### Box-office
| Film                   | Année | Recettes (en $) | Recettes (en $) | Recettes (en $) | Nombres d'entrées | Nombres d'entrées | Budget (en $)  | Sources |
| Film                   | Année | États-Unis      | hors États-Unis | Mondial         | France            | Paris             | Budget (en $)  | Sources |
| ---------------------- | ----- | --------------- | --------------- | --------------- | ----------------- | ----------------- | -------------- | ------- |
| Terminator             | 1984  | 38 371 200      | 40 000 000      | 78 371 200      | 3 055 355         | 654 452           | 6,4 millions   | ,       |
| Terminator 2           | 1991  | 204 843 345     | 315 000 000     | 519 843 345     | 6 118 250         | 1 210 175         | 102 millions   | ,       |
| Terminator 3           | 2003  | 150 371 112     | 283 000 000     | 433 371 112     | 3 307 768         | 596 845           | 170 millions   | ,       |
| Terminator Renaissance | 2009  | 125 322 469     | 246 030 532     | 371 353 001     | 1 560 211         | 422 253           | 200 millions   | ,       |
| Terminator Genisys     | 2015  | 89 760 956      | 350 400 000     | 440 160 956     | 1 420 602         | 374 089           | 170 millions   | ,       |
| Terminator: Dark Fate  | 2019  | 62 253 077      | 198 866 215     | 261 119 992     | 918 126           | 235 244           | 185 millions   | ,       |
| Total                  | Total | 670 922 159     | 1 433 296 267   | 2 104 218 426   | 16 380 312        | 3 493 058         | 833,4 millions |         |

## Autres apparitions des personnages
En 1992, Robert Patrick a repris son rôle de T-1000 dans le film Wayne's World de Penelope Spheeris. 
En 1993, Robert Patrick a repris son rôle de T-1000 dans le film Last Action Hero de John McTiernan. 